# Torpeks
Torpeks je predstavnik eksplozivov.

## Sestavine
- TNT (42 %),
- heksogen (40 %),
- aluminij (18 %).

## Uporaba
Torpeks so uporabljali med drugo svetovno vojno kot eksplozivno polnitev torpedov in bomb.

## Lastnosti
Je občutljiv na tresljaje.